# Macchina di Santa Rosa
Macchina di Santa Rosa (italsky Stroj Svaté Růženy) je cca 30 m vysoká věž, jež je každoročně v červnu a v září ve Viterbu (Toskána, Itálie) vybudována a transportována městem na počest patronky města Svaté Růženy.

## Přehled
Každoročně večer 3. září je stavba věže (Macchina) vyzdvižena stovkou mužů, tzv. „Facchini di Santa Rosa (nosiči sv. Rosy)“ a nesena předem stanovenou, zhruba 1 200 m dlouhou trasou někdy úzkými a křivolakými uličkami a náměstími středověkého centra města.
Transport Macchiny, oslava tradic a víry, je připomínkou slavnostní přepravy těla Svaté Rosy (1233 – 1251), k němuž došlo 4. září roku 1258 na pokyn papeže Alexandra IV. Intaktní ostatky světice byly přeneseny ze skromného hrobu v tehdejším kostele Santa Maria in Poggio do kostela Santa Maria delle Rose v klášteře klarisek (dnes poutní kaple sv. Rosy). 
Svatá Růžena (Santa Rosa di Viterbo), zasvěcená panna, dnes patronka města, zemřela ve víře v 18 letech a je místními obyvateli důvěrně zvána "Bambino di Viterbo (Dítě z Viterba)"

## Konstrukce
Každých pět let je vypsána soutěž na návrh nové věže. Podle zadání musí mít být stavba věže výšku 28 m (měřeno od ramenou nosičů)
Konstrukce může vážit max. 5 tun a mít šířku max. 4,3 m – to proto, že na trase transportu historickým centrem se nacházejí přesahující střechy a balkony a tak úzká místa, že rozměrnější stavba by jimi neprošla.
Vzhled Macchiny se v průběhu historie měnil. Jednoduchý baldachýn, pod nímž byly ostatky světice neseny v roce 1258, byly v průběhu let vystřídány oltáři, používanými především v 18. století, jež se postupně vyvíjely stále více do podoby kostelních věží a v 2. polovině 20. století získaly podobu 30 m vysokých skulpturálních věží. Tělo, nesené v prvním průvodu, nahradila socha světice, umístěná na vrcholu Macchiny.
Zatímco původně byly macchiny vyráběny z papírmaše, dnes se jako stavební materiál používají nehořlavé lehké materiály jako ocel, hliník a skleněná textilní vlákna.
Nejnovější macchina byla vytvořena v roce 2009 s názvem „Fiore del Cielo (Květy nebes)“. Autory byl architektonický ateliér (Artura Vittoriho a Andrease Voglera). Návrh se vyznačoval zlatými vzhůru se vinoucími šroubovicovými plochami. Oproti předchozím macchinám byla použita řada nových detailů, jako např. zlaté zbarvení a více než 1200 LED světel, které osvětlovaly ručně vyrobené textilní růže. Byla vytvořena i speciální scénografie, jež imitovala déšť růžových lístků, který pršel na diváky.

## Transport

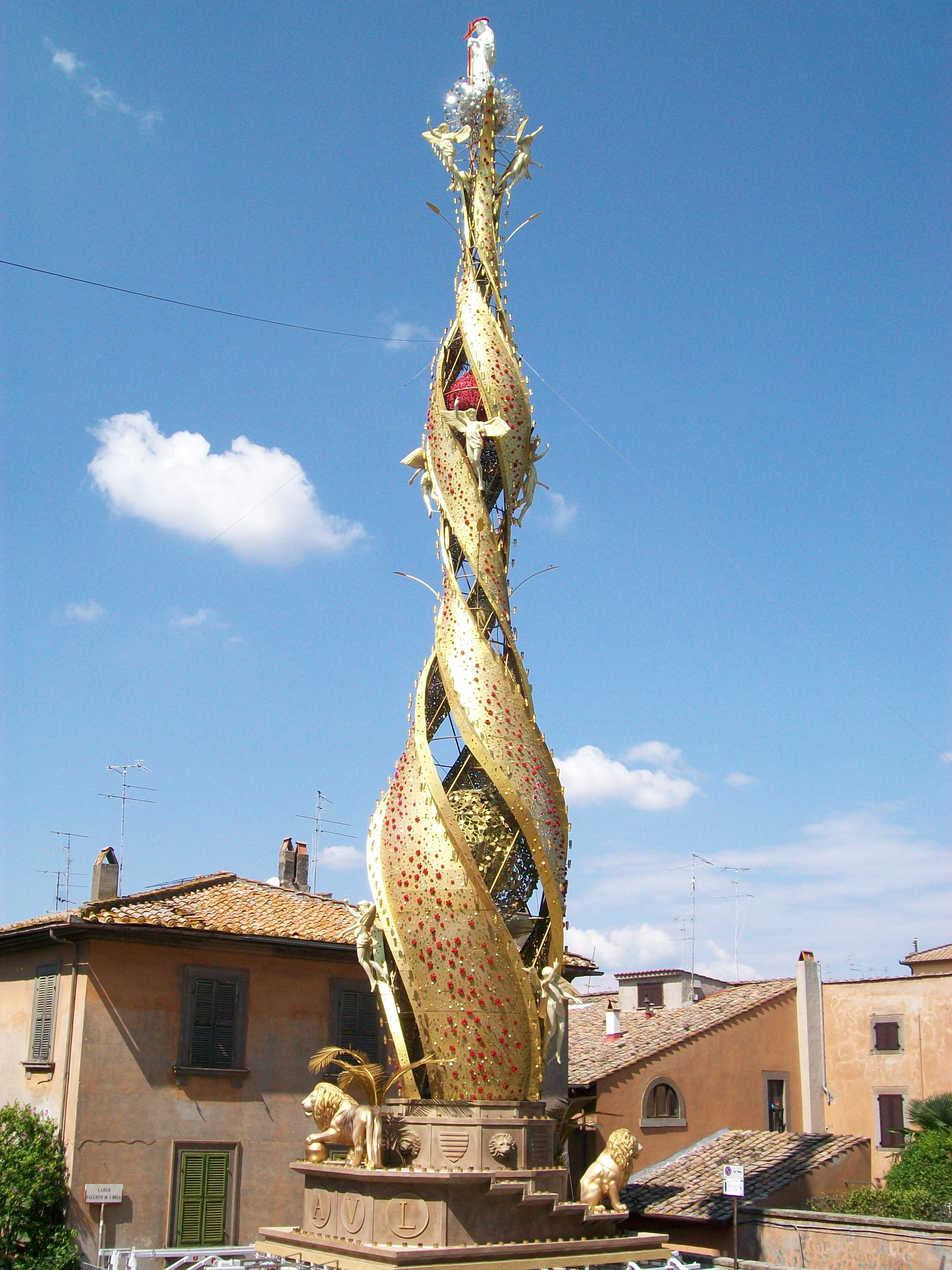
„Fiore del Cielo (Květy nebes)“ 5. září 2009

Transport věže Macchina di Santa Rosa je v městě Viterbo každoročně hlavní událostí, plnou emocí a víry. Již od odpoledne svátečního dne se zaplňují ulice historického centra obyvateli města i návštěvníky, kteří čekají na transport věže, jenž se koná až večer, za tmy, v potemnělých ulicích. 
Transport začíná na prostranství před kostelem sv. Sixta u Porta Romana (brány v městském opevnění), kde sestavená Macchina čekala v plachtami přikrytém lešení. Kolem 20. hodiny je na Macchině zažehnuto na 800 svící. Osvětlení města je zcela zhasnuto. Kolem 21. hodiny nosiči („i Facchini“), v tradičním kroji (bílý oděv s červenými doplňky, kde bílá symbolizuje čistotu duše jejich patronky a červená kardinály, kteří v roce 1258 nesli její tělo), zvednou 5 tun těžkou Macchinu na ramena a za jásotu publika s ní vykročí na více než jeden kilometr (cca 1 200 m) dlouhou cestu. Před nimi kráčí kapela, jež hraje jejich hymnu.
Během transportu je pět zastavení. Během těchto pauz je Macchina postavena na speciální stojany o váze 100 kg. Zastávky jsou na následujících místech:
- Piazza Fontana Grande
- Piazza del Plebiscito (před radnicí)
- Piazza delle Erbe
- Corso Italia (před kostelem Santa Maria del Suffragio)
- Piazza del Teatro.

Poslední úsek ke kostelu Santa Rosa značně stoupá vzhůru. Za pomoc lan a dalších lidí je Macchina vytažena vzhůru a postavena na prostranství před poutním kostelem, kde pak zůstává řadu dní vystavena a přístupna návštěvníkům. 
Transport bývá vysílán v přímém přenosu některými italskými televizními stanicemi.

## Zajímavosti
- 1984: při příležitosti návštěvy papeže Jana Pavla II. byl zorganizován 24. května mimořádný transport Macchiny
- 2009: 6. září mohl Papež Benedikt XVI. při své návštěvě Viterba vidět novou Macchinu Santa Rosa "Fiore del Cielo" před poutní kaplí.